# Loch Brora
Loch Brora är en sjö i Storbritannien.   Den ligger i kommunen Highland och riksdelen Skottland, i den norra delen av landet, 800 km norr om huvudstaden London. Loch Brora ligger 30 meter över havet. Arean är 0,58 kvadratkilometer.   Den sträcker sig 1,6 kilometer i nord-sydlig riktning, och 0,7 kilometer i öst-västlig riktning.